# LOSC Lille 2018-2019 (femminile)
Questa voce raccoglie le informazioni riguardanti il LOSC Lille nelle competizioni ufficiali della stagione 2018-2019.

## Stagione
La stagione è la seconda che la squadra femminile del club di Lilla affronta nella massima divisione francese, chiamata a confermare l'ottimo potenziale espresso nel precedente campionato concludendolo al sesto posto.
La dirigenza, costretta dalla decisione di Jérémie Descamps di non rinnovare il contratto a fine stagione 2017-2018, affida la panchina della squadra a Dominique Carlier, proveniente dall'Iris Club Croix, affronta la campagna acquisti durante la sessione estiva di calciomercato con moderazione, sostituendo le molte partenze, tra cui il ritorno dal prestito all'Olympique Lione della centrocampista Kenza Dali in tutti i settori, prendendo, sempre in prestito, Morgane Nicoli dal Montpellier per il reparto difensivo e Lina Boussaha, dal Paris Saint-Germain in quello di centrocampo.
A parte la pesante sconfitta subita un casa alla 1ª giornata dall'Olympique Lione, 8-0 il risultato finale, l'avvio in campionato sembra promettente, anche se la vittoria alla giornata successiva, grazie alla tripletta di Ouleymata Sarr in trasferta sul Rodez, rimane l'unica del girone d'andata ma a fronte di cinque pareggi e altre quattro sconfitte. La difficoltà di ottenere una vittoria pesa però per il resto del campionato, in quanto i soli 5 punti acquisiti nei cinque pareggi non consentono alla squadra di spostarsi dalla parte bassa della classifica rimanendo invischiata tra il nono e l'undicesima posizione per tutto l'arco della stagione. In particolare le cinque sconfitte consecutive tra la 13ª e la 17ª giornata convincono il club ad esonerare Carlier e chiamare in sua vece, a metà marzo 2019, la coppia Rachel Saïdi e Christophe Douchez, anche per preservare il positivo e inaspettato percorso in Coppa di Francia che, una settimana prima, vedeva conquistare la finale ai danni del Paris FC pur costretta a lottare per non retrocedere in campionato. Pur se persa 3-1, la finale con l'Olympique Lione, conferma una stagione inusuale, dove un organico potenzialmente competitivo non riesce non solo a raccogliere risultati ma è costretto ad abbandonare la massima serie per ritornare in cadetteria.
La giocatrice maggiormente impiegata in campionato si rivela Élisa Launay, con 22 presenze tra i pali venendo sostituita solo una volta, in campo anche in tutti i cinque incontri di Coppa, mentre la più prolifica realizzatrice si conferma Sarr con 5 reti in campionato alle quali si aggiungono le 3 in Coppa.

## Divise e sponsor
| Casa | Trasferta | Terza divisa |

## Organigramma societario
Area direttiva
- Presidente: Gérard Lopez
- Direttore generale:
- Direttore generale aggiunto:
- Presidente dell'associazione:
- Delegato:

Area organizzativa
- Direttore marketing, comunicazione e biglietteria:
- Direttore amministrativo e giuridico:

Area tecnica
- Direttore sportivo:
- Allenatori: Dominique Carlier (1-17ª giornata), poi Rachel Saïdi e Christophe Douchez (18-22ª giornata)
- Allenatore in seconda: Stéphane Notte
- Collaboratori tecnici:
- Preparatori atletici:
- Preparatore dei portieri:

Area sanitaria
- Responsabile:
- Medico sociale:
- Massaggiatori:

## Rosa
Rosa, ruoli e numeri di maglia come da sito ufficiale e footofeminin.fr, aggiornati al 6 ottobre 2018.
| N. |                    | Ruolo | Calciatrice       |
| -- | ------------------ | ----- | ----------------- |
| 1  | Francia (bandiera) | P     | Florianne Azem    |
| 4  | Francia (bandiera) | D     | Jessica Lernon    |
| 6  | Belgio (bandiera)  | C     | Silke Demeyere    |
| 7  | Francia (bandiera) | C     | Ludivine Bultel   |
| 8  | Francia (bandiera) | C     | Justine Bauduin   |
| 9  | Belgio (bandiera)  | A     | Jana Coryn        |
| 10 | Francia (bandiera) | C     | Rachel Saïdi      |
| 11 | Francia (bandiera) | A     | Ouleymata Sarr    |
| 12 | Francia (bandiera) | C     | Julie Dufour      |
| 13 | Francia (bandiera) | C     | Carla Polito      |
| 14 | Francia (bandiera) | D     | Caroline La Villa |
| 15 | Francia (bandiera) | A     | Maïté Boucly      |

| N. |                               | Ruolo | Calciatrice                |
| -- | ----------------------------- | ----- | -------------------------- |
| 16 | Francia (bandiera)            | P     | Elisa Launay               |
| 17 | Belgio (bandiera)             | D     | Maud Coutereels (capitano) |
| 18 | Francia (bandiera)            | C     | Lina Boussaha              |
| 19 | Francia (bandiera)            | A     | Danielle Tolmais           |
| 20 | Francia (bandiera)            | D     | Héloïse Mansuy             |
| 21 | Guinea Equatoriale (bandiera) | D     | Laëtitia Chapeh            |
| 22 | Francia (bandiera)            | D     | Morgane Nicoli             |
| 23 | Francia (bandiera)            | A     | Anissa Dellidj             |
| 27 | Francia (bandiera)            | A     | Leïla Iloudje              |
| 28 | Francia (bandiera)            | D     | Marine Dafeur              |
| 29 | Francia (bandiera)            | A     | Charlotte Sailly           |

## Calciomercato

### Sessione estiva
| Acquisti | Acquisti         | Acquisti            | Acquisti    |
| R.       | Nome             | da                  | Modalità    |
| -------- | ---------------- | ------------------- | ----------- |
| D        | Morgane Nicoli   | Montpellier         | in prestito |
| C        | Lina Boussaha    | Paris Saint-Germain | in prestito |
| C        | Carla Polito     | Arras               | [ 2 ]       |
| A        | Danielle Tolmais | Soyaux              | [ 2 ]       |

| Cessioni | Cessioni                      | Cessioni        | Cessioni      |
| R.       | Nome                          | a               | Modalità      |
| -------- | ----------------------------- | --------------- | ------------- |
| D        | Jennifer Bouchenna            |                 | [ 2 ]         |
| D        | Julie Pasquereau              | Metz            | [ 2 ]         |
| D        | Charlotte Saint-Sans Levacher | Arras           | [ 2 ]         |
| C        | Kenza Dali                    | Olympique Lione | fine prestito |
| C        | Camille Dolignon              | Amiens          | [ 2 ]         |
| C        | Aurore Paprzycki              | Stade Reims     | [ 2 ]         |
| A        | Anne-Laure Davy               | London Bees     | [ 2 ]         |
| A        | Camille Lewandoski            | Douaisis        | [ 2 ]         |

### Sessione invernale
| Acquisti | Acquisti        | Acquisti               | Acquisti |
| R.       | Nome            | da                     | Modalità |
| -------- | --------------- | ---------------------- | -------- |
| C        | Sarah Teegarden | North Carolina Courage |          |

| Cessioni | Cessioni | Cessioni | Cessioni |
| R.       | Nome     | a        | Modalità |
| -------- | -------- | -------- | -------- |
|          |          |          |          |

## Risultati

### Division 1

#### Girone di andata
| Arbitro: | Coppola |

|  |           |                                                                                                |
|  | Marcatori | 5’, 46’ Ad. Hegerberg 12’, 90+1’ Majri 33’ Van de Sanden 64’ Christiansen 72’ Henry 87’ Bronze |

| Arbitro: | Vanderstichel |

|                          |           |                    |
| Lemaître 63’ Saunier 81’ | Marcatori | 31’, 45’, 59’ Sarr |

| Parigi 15 settembre 2018, ore 14:30 CEST 3ª giornata | Paris FC | 0 – 0 referto | Lilla | Stadio Sébastien Charléty (240 spett.)\| Arbitro: \| Beyer \| |
| Arbitro:                                             | Beyer    |               |       |                                                               |

| Arbitro: | Coppola |

|            |           |                                         |
| Dafeur 17’ | Marcatori | 29’ Thomas 75’ Cuynet 85’ (aut.) Mansuy |

| Arbitro: | Florence Guillemin |

|          |           |              |
| Wang 35’ | Marcatori | 12’ Boussaha |

| Camphin-en-Pévèle 13 ottobre 2018, ore 14:30 CEST 6ª giornata | Lilla  | 0 – 0 referto | Fleury | Complexe Sportif de Luchin (357 spett.)\| Arbitro: \| Kubler \| |
| Arbitro:                                                      | Kubler |               |        |                                                                 |

| Arbitro: | Di Benedetto |

|                                  |           |  |
| Fourré 50’ Robert 77’ Fleury 86’ | Marcatori |  |

| Arbitro: | Maubacq |

|             |           |                  |
| Tolmais 36’ | Marcatori | 24’ Blackstenius |

| Arbitro: | Coppola |

|             |           |             |
| Pingeon 32’ | Marcatori | 78’ Tolmais |

| Arbitro: | Aurélie Efe |

|  |           |                      |
|  | Marcatori | 48’ Sousa 65’ Asseyi |

| Arbitro: | Di Benedetto |

|                       |           |  |
| Khelifi 50’ Bigot 81’ | Marcatori |  |

#### Girone di ritorno
| Arbitro: | Vanderstichel |

|                       |           |             |
| Boucly 32’ Dufour 56’ | Marcatori | 54’ Jaurena |

| Arbitro: | Guillemin |

|  |           |            |
|  | Marcatori | 70’ Cazeau |

| Arbitro: | Maubacq |

|                                              |           |          |
| Amani 16’ Gadéa 32’ Lamontagne 43’ Léger 49’ | Marcatori | 52’ Sarr |

| Arbitro: | Victoria Beyer |

|             |           |                                 |
| Bauduin 64’ | Marcatori | 38’, 85’ Katoto 49’ (rig.) Wang |

| Arbitro: | Soriano |

|         |           |  |
| Dali 7’ | Marcatori |  |

| Arbitro: | Vanderstichel |

|              |           |  |
| Marozsán 12’ | Marcatori |  |

| Arbitro: | Soriano |

|                            |           |                             |
| Diaz 56’, 67’ Boussaha 87’ | Marcatori | 4’, 45’ Fleury 9’ Le Garrec |

| Arbitro: | Bartnik |

|                     |           |             |
| Sarr 10’ Dufour 88’ | Marcatori | 84’ Khelifi |

| Arbitro: | Stéphanie Di Benedetto |

|                          |           |            |
| Asseyi 39’ Lavogez 90+3’ | Marcatori | 23’ Polito |

| Arbitro: | Efe |

|            |           |  |
| Lernon 90’ | Marcatori |  |

| Arbitro: | Beyer |

|                                       |           |                     |
| Gauvin 17’ Le Bihan 41’ Karchaoui 60’ | Marcatori | 58’ Diaz 62’ Nicoli |

### Coppa di Francia
| Arbitro: | Zaouak |

|  |           |                                               |
|  | Marcatori | 21’ (aut.) Manceau 52’ (rig.) Sarr 85’ Dafeur |

| Arbitro: | Di Benedetto |

|                       |           |  |
| Lernon 79’ Sarr 90+3’ | Marcatori |  |

| Arbitro: | Efe |

|           |           |                           |
| Rueda 29’ | Marcatori | 12’ Lernon 90+3’ Boussaha |

| Arbitro: | Maubacq |

|  |           |              |
|  | Marcatori | 75’ Boussaha |

| Arbitro: | Maika Vanderstichel |

|                                               |           |          |
| Henry 52’ van de Sanden 53’ Renard 83’ (rig.) | Marcatori | 68’ Sarr |

## Statistiche

### Statistiche di squadra
| Competizione     | Punti | In casa | In casa | In casa | In casa | In casa | In casa | In trasferta | In trasferta | In trasferta | In trasferta | In trasferta | In trasferta | Totale | Totale | Totale | Totale | Totale | Totale | DR  |
| Competizione     | Punti | G       | V       | N       | P       | Gf      | Gs      | G            | V            | N            | P            | Gf           | Gs           | G      | V      | N      | P      | Gf     | Gs     | DR  |
| ---------------- | ----- | ------- | ------- | ------- | ------- | ------- | ------- | ------------ | ------------ | ------------ | ------------ | ------------ | ------------ | ------ | ------ | ------ | ------ | ------ | ------ | --- |
| Division 1       | 24    | 11      | 3       | 3       | 5       | 11      | 23      | 11           | 1            | 3            | 7            | 9            | 20           | 22     | 4      | 6      | 12     | 20     | 43     | -23 |
| Coppa di Francia | -     | 1       | 1       | 0       | 0       | 2       | 0       | 4            | 3            | 0            | 1            | 7            | 4            | 5      | 4      | 0      | 1      | 9      | 4      | +5  |
| Totale           | -     | 12      | 4       | 3       | 5       | 13      | 23      | 15           | 4            | 3            | 8            | 16           | 24           | 27     | 8      | 6      | 13     | 29     | 47     | -18 |

### Andamento in campionato
| Giornata  | 1  | 2 | 3 | 4 | 5 | 6 | 7  | 8  | 9  | 10 | 11 | 12 | 13 | 14 | 15 | 16 | 17 | 18 | 19 | 20 | 21 | 22 |
| --------- | -- | - | - | - | - | - | -- | -- | -- | -- | -- | -- | -- | -- | -- | -- | -- | -- | -- | -- | -- | -- |
| Luogo     | C  | T | T | C | T | C | T  | C  | T  | C  | T  | C  | C  | T  | C  | T  | T  | C  | C  | T  | C  | T  |
| Risultato | P  | V | N | P | N | N | P  | N  | N  | P  | P  | V  | P  | P  | P  | P  | P  | N  | V  | P  | V  | P  |
| Posizione | 12 | 9 | 6 | 8 | 9 | 9 | 10 | 10 | 10 | 10 | 11 | 10 | 10 | 10 | 11 | 11 | 11 | 11 | 11 | 11 | 11 | 11 |

Legenda:

Luogo: C = Casa; T = Trasferta. Risultato: V = Vittoria; N = Pareggio; P = Sconfitta.

### Statistiche delle giocatrici
| Giocatore | Division 1 | Division 1 | Division 1  | Division 1 | Coppa di Francia | Coppa di Francia | Coppa di Francia | Coppa di Francia | Totale   | Totale | Totale      | Totale     |
| Giocatore | Presenze   | Reti       | Ammonizioni | Espulsioni | Presenze         | Reti             | Ammonizioni      | Espulsioni       | Presenze | Reti   | Ammonizioni | Espulsioni |
| --------- | ---------- | ---------- | ----------- | ---------- | ---------------- | ---------------- | ---------------- | ---------------- | -------- | ------ | ----------- | ---------- |